# Sempervivum
Sempervivum (L., 1753) è un genere di piante succulente appartenente alla famiglia delle Crassulaceae, formato da 51 specie.
Il nome "Sempervivum" deriva dal latino semper ("sempre") e vivum ("vivo"), ed è legato al fatto che tali piante mantengono le loro foglie anche durante l'inverno e crescono anche in condizioni molto difficili.

## Descrizione
In natura i Sempervivum crescono in ciuffi di rosette perenni ma monocarpiche. Ogni rosetta si propaga per mezzo di rosette laterali  (Sempervivum tectorum) o per riproduzione sessuata attraverso minuscoli semi.
In genere prima di fiorire le piante devono crescere per alcuni anni. I loro fiori ermafroditi passano per un primo stadio maschile; quindi gli stami si curvano e si separano dai carpelli al centro del fiore, in modo da evitare autoimpollinazione. Il colore dei fiori è rossastro, giallastro, rosato, o - raramente - biancastro. I fiori del Sempervivum sono actinomorfi (a forma di stella) e sono costituiti da più di sei petali, mentre quelli del Jovibarba sono campanulati e sono di colore giallo-verde pallido con sei petali. Dopo la fioritura, la pianta muore, lasciando di solito i germogli prodotti durante il suo ciclo vitale.

## Biologia
I Sempervivum riescono a sopravvivere per lunghi mesi anche sotto la neve; per merito della loro particolare forma a rosetta, infatti, i fiocchi di neve caduti dal cielo vanno a disporsi, sopra questa pianta, a forma di iglù. Tale caratteristica preserva le foglie dal completo congelamento durante i mesi più rigidi.

Parallelamente i Sempervivum riescono a resistere altrettanto bene ai climi estremamente aridi, trovando nei terreni rocciosi il loro miglior habitat. Le radici di questa resistente crassulacea, penetrando negli anfratti rocciosi, riescono a raccogliere i pochi nutrimenti necessari alla sopravvivenza della pianta.

## Distribuzione e habitat
Sono presenti dal Marocco all'Iran, nelle catene montuose della Penisola Iberica, nelle Alpi, nei Carpazi, nei Balcani, in Turchia, nelle montagne dell'Armenia, e nel Caucaso. La loro capacità di immagazzinare acqua nelle loro grosse foglie permette loro di vivere su rocce assolate e nei paesaggi pietrosi nelle catene montuose montane, alpine e subalpine.

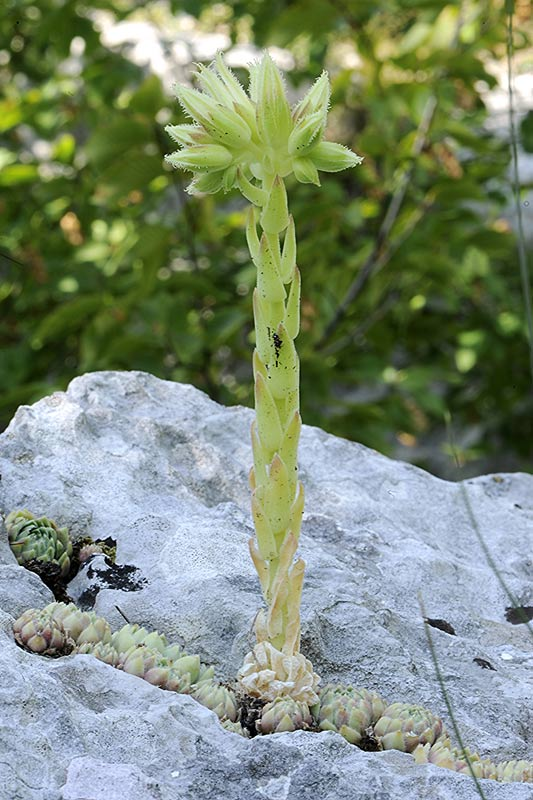
S. globiferum sui Monti Lessini

Nelle Alpi le specie più diffuse sono: Sempervivum tectorum (chiamato anche Sempervivum alpinum), Sempervivum montanum e Sempervivum arachnoideum, ognuno dei quali comprende alcune sottospecie. Più localizzati sono invece Sempervivum wulfenii, dai fiori gialli, Sempervivum grandiflorum, e il meraviglioso Sempervivum calcareum. Più rari sono Sempervivum dolomiticum e Sempervivum pittonii, una piccola specie dai fiori gialli che cresce solo sui rilievi vicino a Kraubath nella valle del Mur, in Austria, ed è in pericolo di estinzione.
Come altre piante dell'Europa Meridionale, i loro antenati erano probabilmente di origine tropicale. Dal punto di vista morfologico, sono molto simili ai generi Jovibarba, Aeonium, Greenovia, Aichryson e Monanthes, presenti principalmente in Macaronesia (Azzorre, Isole Canarie, Capo Verde, Madera). 

## Tassonomia
Il genere Sempervivum è facile da riconoscere, ma le sue specie sono spesso difficili da distinguere. Persino uno stesso clone può apparire molto diverso dalla pianta madre se posto in un altro ambiente. Questo genere si trova in una fase non ancora stabilizzata della propria evoluzione e tutti i suoi membri sono evolutivamente molto vicini. Di conseguenza, sono state descritte molte sottospecie, varietà e forme botaniche senza limiti ben definiti tra gli stessi. Inoltre, in questo genere è presente un alto grado di ibridazione, anche feconda.
Attualmente sono incluse in questo genere 51 specie:
- Sempervivum acuminatum Jacquem. ex Decne.
- Sempervivum × alatum Scheele
- Sempervivum altum Turrill
- Sempervivum annae Gurgen.
- Sempervivum arachnoideum L.
- Sempervivum armenum Boiss. & A.Huet
- Sempervivum artvinense Muirhead
- Sempervivum atlanticum (Ball ex Hook.f.) Baker
- Sempervivum atropatanum J.Parn.
- Sempervivum balcanicum Stoj.
- Sempervivum × barbulatum Schott
- Sempervivum borissovae Wale
- Sempervivum brevipilum Muirhead
- Sempervivum calcareum Jord.
- Sempervivum carpathicum Wettst. ex Prodan
- Sempervivum caucasicum Rupr. ex Boiss.
- Sempervivum cernochii Niederle
- Sempervivum charadzeae Gurgen.
- Sempervivum × christii W.Wolf
- Sempervivum ciliosum Craib
- Sempervivum × comollii Rota
- Sempervivum davisii Muirhead
- Sempervivum dolomiticum Facchini
- Sempervivum dzhavachischvilii Gurgen.
- Sempervivum ekimii Karaer
- Sempervivum ermanicum Gurgen.
- Sempervivum erythraeum Velen.
- Sempervivum × feigeanum Neeff
- Sempervivum × fimbriatum Schnittsp. & C.B.Lehm.
- Sempervivum × funckii F.Braun ex W.D.J.Koch
- Sempervivum gillianiae Muirhead
- Sempervivum × giuseppii Wale
- Sempervivum glabrifolium Boriss.
- Sempervivum globiferum L.
- Sempervivum grandiflorum Haw.
- Sempervivum herfriedianum Neeff
- Sempervivum heuffelii Schott
- Sempervivum ingwersenii Wale
- Sempervivum iranicum Bornm. & Gauba
- Sempervivum ispartae Muirhead
- Sempervivum kosaninii Praeger
- Sempervivum leucanthum Pancic
- Sempervivum × luisae L.Gallo
- Sempervivum macedonicum Praeger
- Sempervivum marmoreum Griseb.
- Sempervivum minus Turrill ex Wale
- Sempervivum minutum (Kunze ex Willk.) Nyman ex Pau
- Sempervivum montanum L.
- Sempervivum × morelianum Viv.-Morel
- Sempervivum ossetiense Wale
- Sempervivum pisidicum Pesmen & Güner
- Sempervivum pittonii Schott, Nyman & Kotschy
- Sempervivum × praegeri G.D.Rowley
- Sempervivum pumilum M.Bieb.
- Sempervivum × rupicola A.Kern.
- Sempervivum ruthenicum Schnittsp. & C.B.Lehm.
- Sempervivum soculense D.Donati & G.Dumont
- Sempervivum sosnowskyi Ter-Chatsch.
- Sempervivum staintonii Muirhead
- Sempervivum × stenopetalum Schnittsp. & C.B.Lehm.
- Sempervivum tectorum L.
- Sempervivum × thompsonianum Wale
- Sempervivum transcaucasicum Muirhead
- Sempervivum × vaccarii Wilczek ex Vacc.
- Sempervivum vicentei Pau
- Sempervivum wulfenii Hoppe ex Mert. & W.D.J.Koch

## Coltivazione
I Sempervivum sono tra le piante succulente più resistenti alle basse temperature, qualità che conferisce loro una certa popolarità come piante da giardino. Necessitano di una moderata irrigazione e una certa riparazione dai raggi solari.